# Elezioni parlamentari nelle Filippine del 2019
Le elezioni parlamentari nelle Filippine del 2019 si sono tenute il 13 maggio per il rinnovo del Congresso (elezione della Camera dei rappresentanti e rinnovo parziale del Senato).

## Risultati

### Senato
I posti contestati per le elezioni generali del 2019 furono 12. Per determinare i candidati vincenti, le Filippine utilizzarono un sistema di voto a scrutinio plurinominale maggioritario. Con l'intero paese che funse da collegio unico, i dodici candidati con il maggior numero di voti vennero eletti ufficialmente come membri del Senato.
I nomi dei dodici nuovi Senatori furono proclamati ufficialmente il 22 maggio 2019. Vi furono il ritorno di quattro ex Senatori, la rielezione di altri cinque e l'ingresso di tre nuovi membri.
| Class.   | Candidati              | Coalizione           | Partito  | Partito                              | Voti       | %     |
| -------- | ---------------------- | -------------------- | -------- | ------------------------------------ | ---------- | ----- |
| 1        | Cynthia Villar         | Hugpong ng Pagbabago |          | Partito Nazionalista delle Filippine | 25 283 727 | 53,46 |
| 2        | Grace Poe              |                      |          | Indipendente                         | 22 029 788 | 46,58 |
| 3        | Christopher Go         | Hugpong ng Pagbabago |          | Partito Democratico delle Filippine  | 20 029 703 | 42,35 |
| 4        | Pia Cayetano           | Hugpong ng Pagbabago |          | Partito Nazionalista                 | 19 789 019 | 41,84 |
| 5        | Ronald dela Rosa       | Hugpong ng Pagbabago |          | Partito Democratico delle Filippine  | 19 004 225 | 40,18 |
| 6        | Juan Edgardo Angara    | Hugpong ng Pagbabago |          | Laban ng Demokratikong Pilipino      | 18 161 862 | 38,40 |
| 7        | Lito Lapid             |                      |          | Coalizione Popolare Nazionalista     | 16 965 464 | 35,87 |
| 8        | Imee Marcos            | Hugpong ng Pagbabago |          | Partito Nazionalista delle Filippine | 15 882 628 | 33,58 |
| 9        | Francis Tolentino      | Hugpong ng Pagbabago |          | Partito Democratico delle Filippine  | 15 510 026 | 32,79 |
| 10       | Aquilino Pimentel III  | Hugpong ng Pagbabago |          | Partito Democratico delle Filippine  | 14 668 665 | 31,01 |
| 11       | Ramon Revilla Jr.      | Hugpong ng Pagbabago |          | Lakas-CMD                            | 14 624 445 | 30,92 |
| 12       | Nancy Binay            |                      |          | Alleanza Nazionalista Unita          | 14 504 936 | 30,67 |
| 13       | Joseph Victor Ejercito | Hugpong ng Pagbabago |          | Coalizione Popolare Nazionalista     | 14 313 727 | 30,26 |
| 14       | Bam Aquino             | Otso Diretso         |          | Partito Liberale delle Filippine     | 14 144 923 | 29,91 |
| 15       | Jinggoy Estrada        | Hugpong ng Pagbabago |          | Pwersa ng Masang Pilipino            | 11 359 305 | 24,02 |
| 16       | Mar Roxas              | Otso Diretso         |          | Partito Liberale delle Filippine     | 9 843 288  | 20,81 |
| 17       | Sergio Osmeña III      |                      |          | Indipendente                         | 9 455 202  | 19,99 |
| 18       | Willie Ong             |                      |          | Lakas-CMD                            | 7 616 265  | 16,10 |
| 19       | Zajid Mangudadatu      | Hugpong ng Pagbabago |          | Partito Democratico delle Filippine  | 7 499 604  | 15,86 |
| 20       | Jiggy Manicad          | Hugpong ng Pagbabago |          | Indipendente                         | 6 896 889  | 14,58 |
| 21       | Chel Diokno            | Otso Diretso         |          | Partito Liberale delle Filippine     | 6 342 939  | 13,41 |
| 22       | Juan Ponce Enrile      |                      |          | Pwersa ng Masang Pilipino            | 5 319 298  | 11,25 |
| 23       | Gary Alejano           | Otso Diretso         |          | Partito Liberale delle Filippine     | 4 726 652  | 9,99  |
| 24       | Neri Javier Colmenares |                      |          | Makabayan                            | 4 683 942  | 9,90  |
| 25       | Samira Gutoc           | Otso Diretso         |          | Partito Liberale delle Filippine     | 4 345 252  | 9,19  |
| 26       | Romulo Macalintal      | Otso Diretso         |          | Indipendente                         | 4 007 339  | 8,47  |
| 27       | Lorenzo Tañada III     | Otso Diretso         |          | Partito Liberale delle Filippine     | 3 870 529  | 8,18  |
| 28       | Larry Gadon            |                      |          | Kilusang Bagong Lipunan              | 3 487 780  | 7,37  |
| 29       | Florin Hilbay          | Otso Diretso         |          | Aksyon Demokratiko                   | 2 757 879  | 5,83  |
| 30       | Freddie Aguilar        |                      |          | Indipendente                         | 2 580 230  | 5,46  |
| Totale   | Totale                 | Totale               | Totale   | Totale                               | 47 296 442 |       |
| Elettori | Elettori               | Elettori             | Elettori | Elettori                             | 63 643 263 |       |